# OHSAS 18001
OHSAS 18001 je certifikace systému managementu bezpečnosti a ochrany zdraví při práci (BOZP). Norma OHSAS 18001 (v ČR vydaná jako ČSN OHSAS 18001) nahradila původní specifikaci OHSAS 18001 z roku 1999. Přestože existují i jiné systémy, je OHSAS 18001 v současné době standardem pro systémy managementu BOZP. Certifikace je obecně použitelná pro jakýkoliv podnikatelský subjekt.

## Přínosy certifikace
- OHSAS 18001 ošetřuje naplňování právních a jiných požadavků v oblasti BOZP
- Umožňuje řízení procesů ve společnosti zaměřené na vysokou úroveň BOZP a její neustálé zlepšování
- Zvyšuje povědomí zaměstnanců o ochraně vlastního zdraví a jejich spolupráci při zajišťování BOZP
- Posiluje spolupráci se zainteresovanými stranami při prevenci vzniku havárií a také zvyšování ochrany zdraví pracovníků
- Dává stejnou prioritu jak bezpečnosti práce, ochraně životního prostředí, zajištění kvality, tak i ekonomickým hlediskům